# SAPPORO HOT 100
『SAPPORO HOT 100』（サッポロ・ホット・ワンハンドレッド）は、FM NORTH WAVEにて放送されているカウントダウン番組であり、またJFL各局で制作されている「HOT 100」の1つで、企画ネット番組でもある。

## 概要
開局直後の1993年8月から放送を開始。同局におけるオンエア回数・札幌市内主要CDショップのセールスチャート・Spotifyのランキングを元に集計し、毎週100曲のオリジナルランキングを発表する。
2008年3月30日をもっていったん放送終了。2008年4月6日から2016年3月27日までは、本番組に代わり『NORTH WAVE TOP 40』が放送されていた。番組内容はほぼ同じながら、発表されるランキングが上位100曲から上位40曲に縮小されていた。2013年8月25日には、札幌地区の周波数82.5 MHzにかけて「ノースウェーブの日」としたこの日に、ノースウェーブ開局20周年記念特別番組として、開局以来20年間の総合ランキング上位1000曲を発表する『SAPPORO HOT 1000』が放送された。
2016年4月3日、レギュラー番組としては8年ぶりに放送再開。
番組進行、ならびにロゴでは『SAPPORO HOT 100』で通しており、大阪の『OSAKAN HOT 100』同様に冠スポンサーがつかない（東京の『TOKIO HOT 100』や愛知の『ZIP HOT 100』は冠スポンサー付きで紹介。大阪の場合は正式には冠スポンサーはいるのだが、省略している。そのため、冠スポンサーそのものがいないのは当番組のみ）。

## 放送時間
いずれも日本標準時。
- 日曜12:00 - 16:00（2016年04月 - ）[4]

過去の放送時間
- 日曜13:00 - 17:00（1993年8月 - 2007年03月）
- 日曜15:00 - 17:30（2007年04月 - 2008年03月）

## DJ
- 2016年4月 - 
  - タック・ハーシー（番組開始当初のDJでもある）
- 過去
  - 森ルナ
  - 潮音
  - ケイコ

## コーナー
過去のコーナー出典、現在のコーナー出典
現在のコーナー
- アタック62
  - クイズコーナー
- メチャプレイ
- HOT 1 FOCUS
- No.1予想クイズ
  - 放送週のチャート1位予想をリスナーから募集する。

過去のコーナー
- リスナー生電話
- ダイヤル・アターック！
  - 電話クイズ。
- タックでShazamろう！
  - チャートデータ作成に利用されている音楽検索アプリ「Shazam」を用いた企画コーナー。
- BACK TO THE HOT 100
  - 過去のチャートを振り返り、当時のチャートにランクインしていた楽曲をオンエアする。

## 年間チャート第1位獲得曲
「NORTH WAVE TOP 40」時代のものも含む。背景が黄色の曲は邦楽 (J-POP) である。
| 年度     | 曲名                | アーティスト名                         | 脚注   |
| -------- | ------------------- | -------------------------------------- | ------ |
| 1993年   | DREAMLOVER          | MARIAH CAREY                           | [ 6 ]  |
| 1994年   | HEAVEN COME DOWN    | JENNIFER BROWN                         | [ 6 ]  |
| 1995年   | SHY GUY             | DIANA KING                             | [ 6 ]  |
| 1996年   | VIRTUAL INSANITY    | JAMIROQUAI                             | [ 6 ]  |
| 1997年   | MMM BOP             | HANSON                                 | [ 6 ]  |
| 1998年   | DOO WOP             | LAURYN HILL                            | [ 6 ]  |
| 1999年   | AUTOMATIC           | 宇多田ヒカル                           | [ 6 ]  |
| 2000年   | TSUNAMI             | サザンオールスターズ                   | [ 6 ]  |
| 2001年   | ひとり              | ゴスペラーズ                           | [ 6 ]  |
| 2002年   | THE PERFECT VISION  | MINMI                                  | [ 6 ]  |
| 2003年   | NO LETTING GO       | WAYNE WONDER                           | [ 6 ]  |
| 2004年   | HAPPY PEOPLE        | R.KELLY                                | [ 6 ]  |
| 2005年   | GET RIGHT           | JENNIFER LOPEZ feat. FABOLOUS          | [ 6 ]  |
| 2006年   | SO SICK             | NE-YO                                  | [ 6 ]  |
| 2007年   | BECAUSE OF YOU      | NE-YO                                  | [ 6 ]  |
| 2008年   | LOVE IN THIS CLUB   | USHER feat. YOUNG JEEZY                | [ 6 ]  |
| 2009年   | FOR YOU             | Lecca                                  | [ 6 ]  |
| 2010年   | やわらかなサイクル  | 元ちとせ                               | [ 6 ]  |
| 2011年   | WHAT THE HELL       | AVRIL LAVIGNE                          | [ 6 ]  |
| 2012年   | Be…                 | Ms.OOJA                                | [ 6 ]  |
| 2013年   | SUIT & TIE          | JUSTIN TIMBERLAKE feat. JAY-Z          | [ 6 ]  |
| 2014年   | HAPPY               | PHARRELL WILLIAMS                      | [ 6 ]  |
| 2015年   | UPTOWN FUNK         | MARK RONSON feat. BRUNO MARS           | [ 6 ]  |
| 2016年   | 道                  | 宇多田ヒカル                           | [ 7 ]  |
| 2017年   | SHAPE OF YOU        | ED SHEERAN                             | [ 8 ]  |
| 2018年   | Lemon               | 米津玄師                               | [ 9 ]  |
| 2019年   | 忘れられないの      | サカナクション                         | [ 10 ] |
| 2020年   | 感電                | 米津玄師                               | [ 11 ] |
| 2021年   | Leave the Door Open | Bruno Mars, Anderson .Paak, Silk Sonic |        |
| HOT 1000 | SHY GUY             | DIANA KING                             | [ 12 ] |
| 2022年   | BREAK MY SOUL       | Beyonce                                |        |
| 2023年   | アイドル            | YOASOBI                                |        |
| 2024年   | Die With A Smile    | Lady Gaga,Bruno Mars                   |        |

## JFL各局の「HOT 100」
- SAISON CARD TOKIO HOT 100 (J-WAVE)
- ZIP HOT 100 (ZIP-FM)
- DOCOMO OSAKAN HOT 100 (FM802)

放送が終了した番組
- COUNTDOWN KYUSHU HOT 100 (CROSS FM)

## コミュニティFMで配信されている局
- FMびゅー（室蘭） / wi-radio（伊達）